# (74454) 1999 CV28
(74454) 1999 CV28 – planetoida z pasa głównego asteroid okrążająca Słońce w ciągu 5,36 lat w średniej odległości 3,06 j.a. Odkryta 10 lutego 1999 roku.